# Philippe Bernier
Pour les articles homonymes, voir Bernier.
Philippe Bernier, né le 17 août 1930 à Bois-Colombes et mort le 17 avril 2000 à Toulouse, est un journaliste et écrivain français.

## Biographie
Philippe Bernier perd sa mère à 10 ans. À la fin de la Seconde Guerre mondiale, à 14 ans, il participe à un maquis de FTP dans le département du Lot comme agent de liaison. Dans les années 1950 il devient journaliste au Maroc pour la radio nationale, prend parti pour les nationalistes, et reste dans ce pays après son accession à l'indépendance. En 1958 il est engagé par la Radiodiffusion-télévision française à Alger, où il se montrera ouvertement favorable au FLN.
Revenu à Paris, il sert d'appât involontaire pour attirer son ami Mehdi Ben Barka dans le guet-apens dont ce dernier sera la victime en 1965 ; il est impliqué dans l'affaire mais acquitté lors du procès. En 1973-1974, il fait condamner pour diffamation Georges Montaron (directeur de Témoignage chrétien), Vincent Monteil, Olivier Chevrillon (directeur du Point), Jean-François Kahn et Yves Boisset après qu'ils l'eurent accusé, malgré son acquittement, d'être volontairement impliqué dans l'enlèvement de Ben Barka.
Il a fait partie des fondateurs de Médecins sans frontières, et serait à l'origine de son nom,. Il est l'auteur de la charte de cette organisation. Il travaillait à l'époque pour la revue Tonus.

## Ouvrages
- L'affaire Grégory, livre blanc, en collaboration avec Raymond Borel, Albin Michel, 1969
- Philippe Bernier, Des médecins sans frontières, Paris, A. Michel, 1980, 163 p. (ISBN 978-2-226-00981-4)

## Sources et références
1. ↑  Relevé des fichiers de l'Insee
2. ↑  La phase finale de la guerre d'Algérie, Jean Monneret, L'Harmattan
3. ↑  « Peines réduites en appel pour diffamation envers M. Philippe Bernier », Le Monde, 14 février 1974.
4. ↑  Enquête • Les trente ans des « french doctors », Les Échos, par Jean-Francis Pécresse, 20 décembre 2001
5. ↑  Les «enfants illégitimes» de Médecins sans frontières, cyberpresse.ca, 3 avril 2010

### Sources
- Attilio Gaudio, Guerres et paix au Maroc : reportages, 1950-1990, Paris, Karthala, 1991, 439 p. (ISBN 978-2-86537-312-3, lire en ligne)
- Pierre Accoce, Ces assassins qui ont voulu changer l'histoire, Paris, Plon, 1999 (ISBN 978-2-259-18987-3)